# Taras (film)
Taras (wł. La terrazza) – włosko-francuski dramat filmowy z 1980 roku w reżyserii Ettorego Scoli, który także współtworzył scenariusz wraz z Agenore Incroccim i Furio Scarpellim. Światowa premiera odbyła się 8 lutego 1980 roku. W rolach głównych wystąpili Marcello Mastroianni, Vittorio Gassman oraz Ugo Tognazzi. Muzykę do filmu skomponował Armando Trovajoli. Zdjęcia kręcono w Rzymie.
Film zdobył nagrodę dla najlepszej aktorki drugoplanowej (Carla Gravina) i za najlepszy scenariusz (Agenore Incrocci, Ettore Scola, Furio Scarpelli) na 33. MFF w Cannes.

## Fabuła
Film przedstawia historię spotkania pięciu włoskich intelektualistów, bardziej lub mniej zbliżonych do Partii Komunistycznej. Akcja rozgrywa się na tytułowym tarasie. Trwa tam przyjęcie, podczas którego wszyscy rozmawiają o tym co ich w życiu spotkało. Pierwszy z nich jest scenarzystą, któremu brak pomysłów na nowe scenariusze. Drugi to dziennikarz próbujący odzyskać żonę, a następny zmaga się z depresją. Kolejny pracuje jako producent telewizyjny, a ostatni to komunista zawsze otaczający się kobietami.

## Obsada
- Vittorio Gassman jako Mario
- Ugo Tognazzi jako Amedeo
- Jean-Louis Trintignant jako Enrico D'Orsi (jako Jean Louis Trintignant)
- Marie Trintignant jako młoda dziewczyna
- Marcello Mastroianni jako Luigi
- Stefania Sandrelli jako Giovanna
- Carla Gravina jako Carla
- Ombretta Colli jako Enza
- Galeazzo Benti jako Galeazzo
- Milena Vukotic jako Emanuela
- Stefano Satta Flores jako Tizzo
- Serge Reggiani jako Sergio